# Neuenhausen (Overath)
Neuenhausen ist ein Ortsteil von Heiligenhaus in der Stadt Overath im Rheinisch-Bergischen Kreis in Nordrhein-Westfalen, Deutschland.

## Lage und Beschreibung
Der Ortsteil Neuenhausen befindet sich zwischen der Landesstraße 136 (Bensberger Straße) und der Landesstraße 84 (Hohkeppler Straße). Orte in der Nähe sind Stich, Heide, Birken, Frielinghausen und Kleinschwamborn.

## Geschichte
Die Topographia Ducatus Montani des Erich Philipp Ploennies, Blatt Amt Steinbach, belegt, dass der Wohnplatz bereits 1715 drei Hofstellen besaß, die als Neuenhusen beschriftet sind. Carl Friedrich von Wiebeking benennt die Hofschaft auf seiner Charte des Herzogthums Berg 1789 als Neuenhausen. Aus ihr geht hervor, dass der Ort zu dieser Zeit Teil der Honschaft Löderich im Kirchspiel Overath war.
Der Ort ist auf der Topographischen Aufnahme der Rheinlande von 1817 als Neuenhausen verzeichnet. Die Preußische Uraufnahme von 1845 zeigt den Wohnplatz ebenfalls unter dem Namen Neuenhausen. Ab der Preußischen Neuaufnahme von 1892 ist der Ort auf Messtischblättern regelmäßig als Neuenhausen verzeichnet.
1822 lebten 38 Menschen im als Hof kategorisierten Ort, der nach dem Zusammenbruch der napoleonischen Administration und deren Ablösung zur Bürgermeisterei Overath im Kreis Mülheim am Rhein gehörte. Für das Jahr 1830 werden für den als Neuenhausen bezeichneten Ort 44 Einwohner angegeben. Der 1845 laut der Uebersicht des Regierungs-Bezirks Cöln als Hof kategorisierte Ort besaß zu dieser Zeit zehn Wohngebäude mit 53 Einwohnern, alle katholischen Bekenntnisses. Die Gemeinde- und Gutbezirksstatistik der Rheinprovinz führt Neuenhausen 1871 mit neun Wohnhäusern und 66 Einwohnern auf. Im Gemeindelexikon für die Provinz Rheinland von 1888 werden für Neuenhausen zehn Wohnhäuser mit 68 Einwohnern angegeben. 1895 besitzt der Ort neun Wohnhäuser mit 63 Einwohnern, 1905 werden elf Wohnhäuser und 65 Einwohner angegeben.